# 南シャルキーヤ行政区
南シャルキーヤ地方（みなみシャルキーヤちほう、アラビア語: محافظة جنوب الشرقية Muḥāfaẓat Ǧanūb aš-Šarqīyah）は、オマーンのムハーファザ（行政区）の一つ。2011年にシャルキーヤ地方を南北に分割して作られた。
マスカット特別行政区と北シャルキーヤ行政区、ウスタ行政区にインド洋（北部はオマーン湾、東部～南部はアラビア海）と接する。首府はオマーン有数の港湾都市スールで、オマーンの離島の一つマシーラ島も管轄する。

## 隣接行政区画
- ウスタ行政区
- 北シャルキーヤ行政区
- マスカット特別行政区

## 下位行政区画
南シャルキーヤ行政区は、5つのウィラーヤ（州）を管轄する。
- スール
- アル・カーミル・ワル・ワーフィー（アラビア語版）
- ジャアラーン・バニー・ブー・ハサン（アラビア語版）
- ジャアラーン・バニー・ブー・アリー（アラビア語版）
- マシーラ